# Festa Major de Porta
La Festa Major de Porta se celebra durant dos caps de setmana entre finals d'abril i principis de maig al barri de Porta, al districte de Nou Barris de Barcelona. Un dels principals punts de la festa és la plaça de Sóller, un gran espai verd situat al centre del barri. De l'organització, se n'encarrega la Comissió de Festes de Porta, formada per l'Associació de Veïns, el Centre Cívic Can Verdaguer i més entitats socioculturals, com ara el grup de dones o el grup de joves.

## Actes destacats
- Cercavila. Un dels primers actes de la festa major és la cercavila de percussió, que passa pels carrers del barri i convida tothom a unir-se a la festa. Habitualment es fa el primer dissabte al vespre.[1]
- Havaneres i fi de festa. L'últim dia de la festa major al vespre es fa un concert d'havaneres a la plaça de Sóller, acompanyat de rom cremat. Després, per cloure les celebracions, hi ha un espectacle pirotècnic a càrrec d'un grup de diables.[1]